# Erzgießerei-Schale

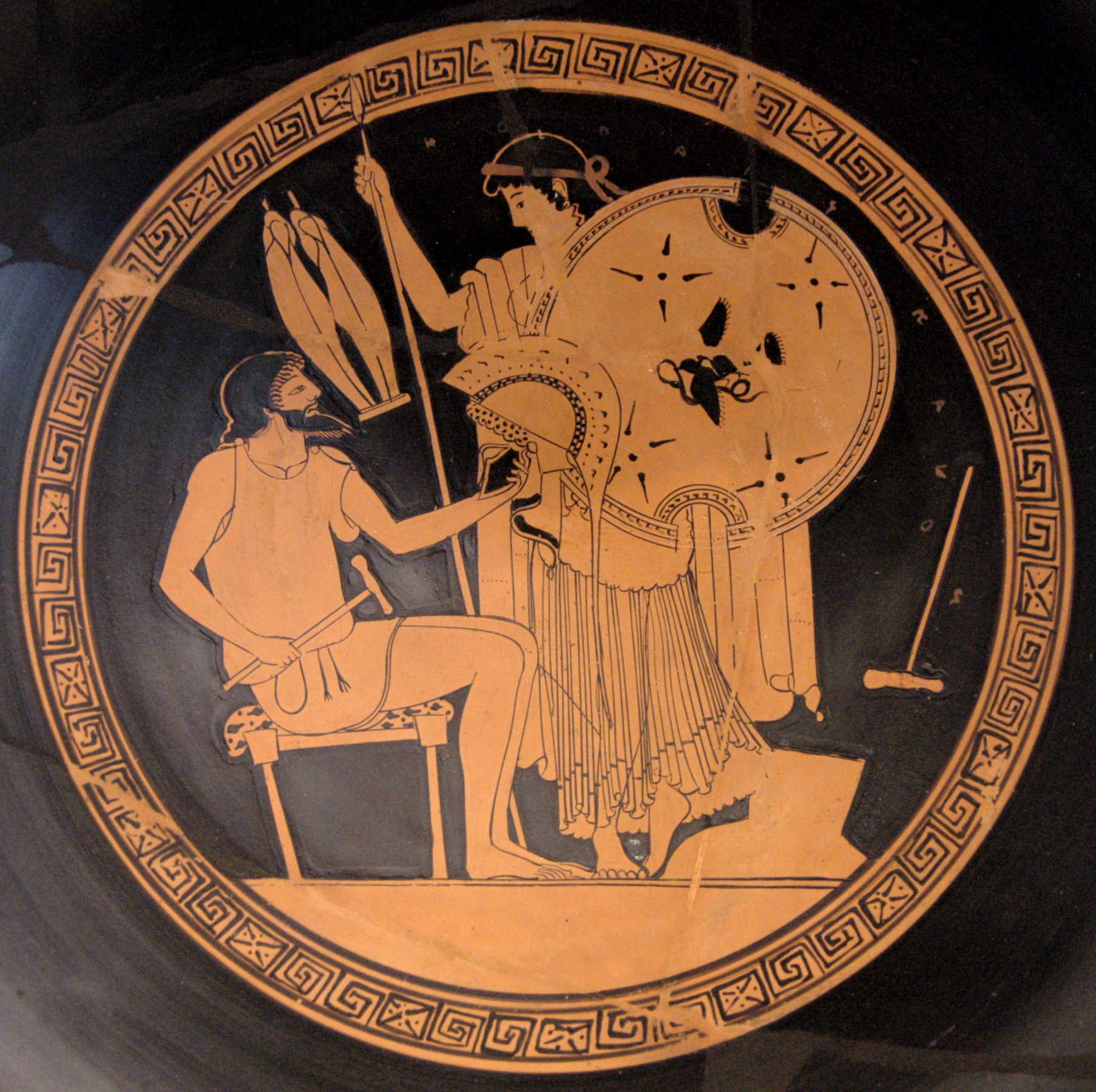
Innenseite der Schale

Die Erzgießerei-Schale ist eine im rotfigurigen Stil verzierte Trinkschale des nach dieser Schale („Namenvase“) mit dem Notnamen „Erzgießerei-Maler“ bedachten attischen Vasenmalers aus dem frühen 5. Jahrhundert v. Chr. Herausragend an der Schale ist die auf der Außenseite gezeigte Arbeit in einer athenischen Bronzegießerei. Damit gewährt das Werk einen Einblick in die Technik der antiken Metallverarbeitung und die Organisation einer derartigen Werkstatt.
Schon das Innenbild („Tondo“) der Schale hat einen direkten Bezug zur Metallverarbeitung. Gezeigt wird der Gott der Schmiedekunst, Hephaistos, wie er der Göttin Thetis Rüstung und Waffen für ihren Sohn Achilleus übergibt, der im Trojanischen Krieg kämpft. Achilleus wird diese einsetzen, um den während seiner Kampfpause getöteten Freund Patroklos zu rächen. Dies ist kein ungewöhnliches Motiv, ist doch der trojanische Sagenkreis häufig auf griechischen Vasen dargestellt worden.
Ungewöhnlich hingegen ist das Außenbild. Gezeigt wird eine Bronzewerkstatt, in der mehrere Arbeitsschritte in der Herstellung unterschiedlicher Bronzestatuen zu sehen sind. Im Zentrum der einen Seite (Fußseite bezogen auf das Innenbild, Seite B) steht innerhalb eines Holzgerüstes die Statue eines überlebensgroß gefertigten Kriegers. Mit einem Rundschild schützt er seinen Körper, mit der rechten Hand hat er seine Lanze zum Stoß erhoben. Ungewöhnlich ist die Hochstellung der Wangenklappen des Helmes; mit diesem Kunstgriff wollte der Bildhauer wohl das Gesicht der Statue betonen. Die Statue scheint in der Endfertigung zu sein, denn zwei Arbeiter, von denen einer durch die charakteristische Lederkappe als Schmied gekennzeichnet ist, sind mit der Glättung der Oberfläche beschäftigt. Zu beiden Seiten steht je ein auf einen Stab gestützter Mann. Die zwei sehen den Arbeitern bei ihrem Werk zu. Es handelt sich aber nicht um weitere Arbeiter, vielleicht um die Besitzer der Werkstatt, oder um zufällige Passanten, die auf dem Weg in die Palästra waren. Dort wollten sie sich sportlichen Tätigkeiten widmen, wie man anhand der aufgehängten Sportgegenstände – einem Aryballos und einem Striegel, mit dem nach dem Sport das Öl wieder vom Körper entfernt wurde, – erkennen kann. An der Wand hängen zudem weitere Werkzeuge. Im wissenschaftlichen Diskurs wurde lange über die Bedeutung der beiden Personen gestritten, ohne zu einem endgültigen Urteil zu kommen. Hatte sich der oder die Besitzer selbst darstellen lassen, spräche das für ein gesteigertes Sozialprestige und den Drang dieses auch nach außen zeigen zu wollen. Ein Handwerker brauchte doch die Muße, um dem Sport frönen zu können.

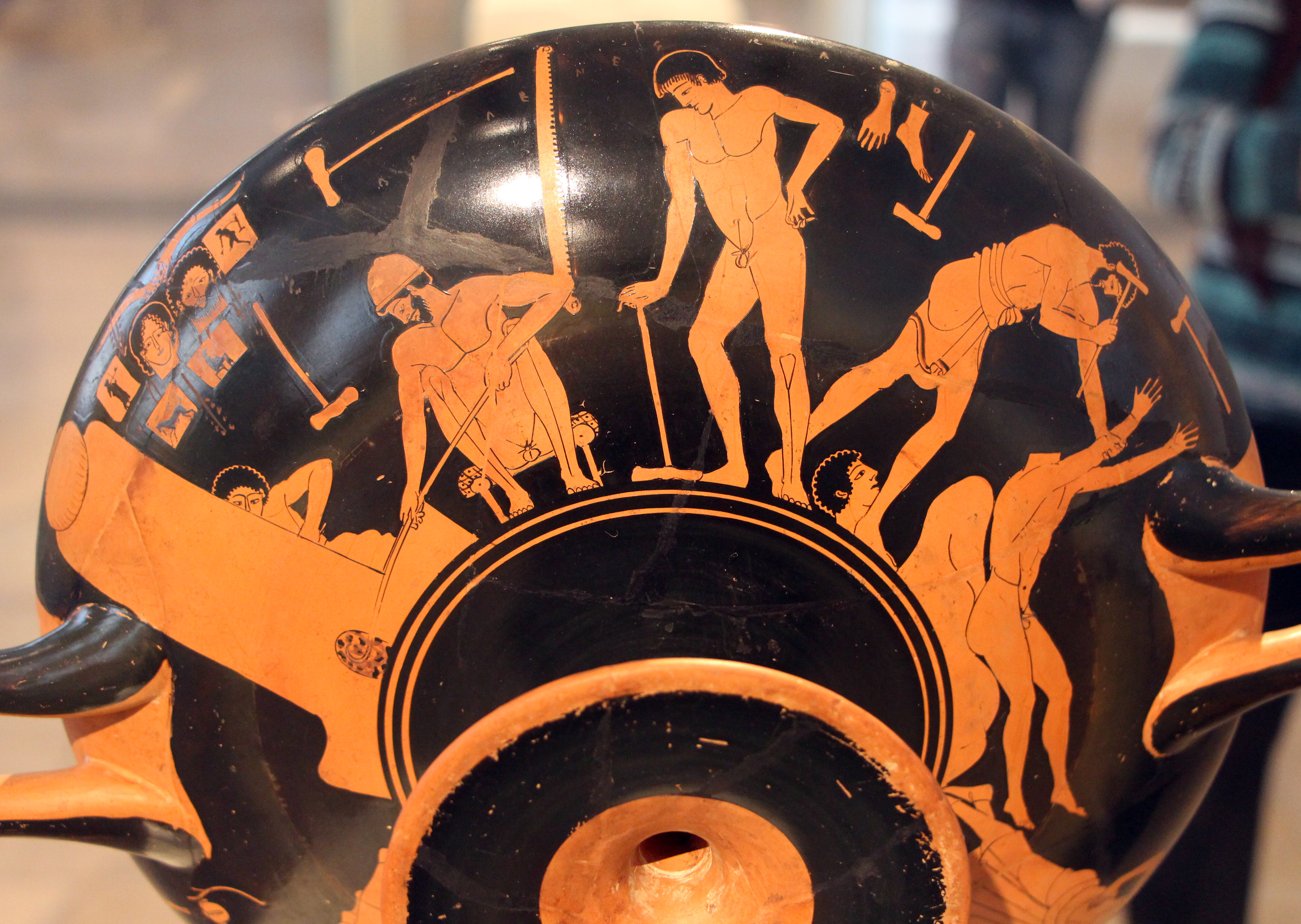
Außenbild, Seite mit dem Ofen und der Zusammensetzung der Sportlerstatue

Auf der gegenüberliegenden Seite (Stirnseite bezogen auf das Innenbild und Ansicht für einen gegenübersitzenden Betrachter, Seite A) wird eine zweite Statue geschaffen. Bei ihr handelt es sich offenbar um einen Wettkämpfer. Im Zentrum steht ein aufreizend lässig posierender nackter junger Mann, der sich auf einen schweren Hammer stützt und weiteren Arbeitern bei ihrer Tätigkeit zusieht. Anders als die restlichen Arbeiter erscheint er etwas größer und auch recht athletisch. Das spricht dafür, dass er wie die beiden bekleideten Männer nicht ein einfacher Lohnarbeiter war. Die kopflose Statue liegt auf einem Sandbett, ein bärtiger Arbeiter mit nacktem Oberkörper und einem um die Hüften geschlungenen Mantel führt gegen einen der Statuenarme, den er in der Hand festhält, einen vorsichtigen Schlag mit einem Hammer aus. Der Statuenkopf liegt ihm zu Füßen. Wie man anhand der Linie zwischen Statuenhand und -arm erkennen kann, sind die zwei Teile noch nicht endgültig verbunden. Zur Verlötung der Teile wird offenbar im hohen, auf der linken Seite dargestellten, Ofen gerade das Weichlot erhitzt, eine niedrig schmelzende Legierung auf Blei-, Antimon- und Zinnbasis. Hinter dem Ofen kann man einen Jüngling erkennen, der den Blasebalg zum Schüren des Feuers bedient, vor dem Ofen sitzt ein Arbeiter auf einem Hocker und hält eine Stange in den Abstichkanal. Hinter dem sitzenden Handwerker hängen verschiedene Gegenstände an der Wand: Hämmer für Metall- und Treibarbeiten, eine Säge und Pinakes, auf denen möglicherweise Entwürfe gezeichnet waren. Vielleicht handelt es sich auch um Glückssymbole oder um eine Kombination aus beiden Möglichkeiten. Hinter den anderen Arbeitern hängen Modelle von Händen und Füßen an der Wand. Der Ofen diente nicht dem Bronzeguss, dieser wurde in einer Gießgrube durchgeführt.
Werkstätten dieser Art fanden sich im Athener Töpferviertel Kerameikos. Somit ist es sehr wahrscheinlich, dass der Erzgießerei-Maler den Vorgang nach eigenen Beobachtungen wiedergeben konnte. Allerdings sind einige Details wie der Ofen nicht den archäologischen Erkenntnissen entsprechend wiedergegeben und zeigen somit offenbar der Malerei geschuldete, leichte Abwandlungen der Realität. Zumindest ein Teil der gezeigten Arbeiter scheint aus dem Sklavenstand zu stammen. So sitzt der Mann vor dem Ofen in der Art, dass man sein Geschlecht erkennen kann; in dieser Form, die als unschicklich galt, wurden nur Satyrn und Sklaven dargestellt. Während sich Darstellungen aus Töpferwerkstätten immer wieder auf attischen Vasen fanden, ist die Darstellung auf dieser Vase singulär, was zusätzlich zur Bekanntheit und Bedeutung der Schale beigetragen hat.
Auf der Schale finden sich drei Lieblingsinschriften: Innen steht O PAIS KALOS (der Knabe ist schön), auf der Außenseite A DIOGENES KALOS NAICHI (Diogenes ist auch schön) sowie auf Außenseite B O PAIS KALOS NAICHI (dieser Knabe ist auch schön). Abgesehen von ein paar Fehlstellen der Thetisfigur auf der Innenseite ist die Schale in einem hervorragenden Zustand. Die spätarchaische Tonschale wird in die Zeit um 490/480 v. Chr. datiert. Sie hat eine Höhe von 12 Zentimetern und einen Durchmesser von 30,5 Zentimetern. Ursprünglich waren solche Schalen für das Symposion gedacht. Dieses Stück wurde allerdings nach Etrurien exportiert und 1834 vom Verwalter Campanari des Principe de Canino, Lucien Bonaparte, in Vulci gefunden.
1837 wurde die Erzgießerei-Schale vom preußischen Gesandten in Rom, Christian Karl Josias von Bunsen, für die Berliner Antikensammlung (Inventarnummer F 2294) erworben, wo sie heute in der Dauerausstellung im Alten Museum gezeigt wird.